# Sagama
Sagama (Sàgama in sardo) è un comune italiano di 191 abitanti della provincia di Oristano in Sardegna, nella antica regione della Planargia.

## Storia
Il paese di Sagama sorse in epoca preistorica nella fertile vallata denominata  Badde 'e Sagama, in una felice posizione strategica, su un gradino calcareo dove fu edificato il nuraghe Muristene, mentre probabilmente nell'area dove attualmente insiste la chiesa seicentesca intitolata all'arcangelo Gabriele vi era un preesistente santuario pagano.
A breve distanza e posti a "corona" di questo primo nucleo di Sagama, furono edificati in posizione strategica difensiva numerosi nuraghi: il nuraghe Funtanedda (a ovest), i nuraghi Mura de Canes e Molineddu (a est), il nuraghe de sos Pascialzos (a sud-est) e il nuraghe Nuratolu con il nuraghe Giannas di Flussio (a sud-ovest).
In epoca fenicia, punica e romana il villaggio fu dotato di mura, ancora parzialmente visibili nei lati sud e nord.
In epoca medioevale la villa o bidda di Sagama fece parte con il vicino paese (poi scomparso) di Nuraki Triganu (a circa 2,5 km ad est di Sagama, nei pressi dell'attuale chiesa campestre di Santu Micheli), della Curatoria della Planargia (citata anche con i nomi di Fruxia o Serraval), nel giudicato di Torres. Il 9 gennaio del 1388 i suoi rappresentanti (e quelli di Triganu), sottoscrissero presso la chiesa di San Giovanni Battista a Magomadas, la Pergamena d'Eleonora ovvero la Pace tra il Regno di Arborea e il Regno d'Aragona.
Dopo morte di Eleonora d'Arborea (1402-03), la morte del figlio, la dura lotta contro l'Aragona, fu ripresa dal nipote Guglielmo III di Narbona-Bas, nel 1409. Questi il 30 giugno del 1409 fu sconfitto duramente da Martino il Giovane, Infante (principe ereditario) d'Aragona, a Sanluri.
Nel 1416 risultavano ancora attestati a Triganu 4 fuochi (circa 16 abitanti), nonostante la guerriglia e le pestilenze.
Dopo il 1420 il paese di Sagama si trovò dunque assorbito con tutta la Planargia, nel Regno di Sardegna, nel 1430 la Planargia fu infeudata a Guglielmo Raimondo de Moncada, fu confiscata dalla Corona, che la cedette nel 1468 alla famiglia Villamarì.
Nel 1469 la Corona spagnola, concesse il feudo ad Antonio Brondo, a cui fu confiscato nel 1670; nel 1698 fu la volta della famiglia Olives e infine nel 1756 da Antonio Paliacio (Palliaccio, Paliacho), i cui discendenti assunsero i titoli di "marchese della Planargia" e di "conti di Sindia" (i primogeniti).
Attualmente questa famiglia ramificata a Sassari e Genova ha assunto i cognomi di "Palici di Suni" o semplicemente "di Suni".
Fu così fino all'abolizione dei feudi del 1839.
L'editto delle chiudende del 1820, non fu recepito subito a Sagama, ragion per cui gli Ecclesiastici, riuscirono ad impossessarsi della preziosa terra della  Badd'e Sagama, mentre nell'altipiano di Santu Mikeli-Triganinu dove il terreno veniva pascolato l'operazione non fu resa possibile dalla resistenza dei pastori sagamesi, sindiesi e sunesi.
Dopo l'abolizione dei feudi (1839), Sagama entrò a far parte del circondario di Cuglieri. Nel 1927 passa dalla provincia di Cagliari alla neonata Provincia di Nuoro, ma l'anno dopo il comune venne soppresso e accorpato con Tinnura e Flussio a Suni, fino al 1946 quando Umberto di Savoia con decreto luogotenenziale ricostituì i tre comuni. Ai sensi della Legge Regionale n. 10 del 13 ottobre 2003, che ha ridefinito le circoscrizioni delle nuove province sarde, il comune di Sagama è passato alla Provincia di Oristano.
Nel 2010 con delibera di Consiglio comunale ha deliberato il proprio toponimo in lingua sarda nella forma Sàgama.

### Simboli
Lo stemma e il gonfalone del comune di Sagama sono stati concessi con decreto del presidente della Repubblica del 12 settembre 2003.
Il gonfalone è un drappo troncato di bianco e di azzurro.

## Monumenti e luoghi d'interesse

Chiesa di San Gabriele Arcangelo

### Architetture religiose
La chiesa parrocchiale, dedicata all'arcangelo Gabriele, venne edificata nel 1604 da maestranze sassaresi. La chiesa, restaurata di recente, oltre alla statua del 1500 dell'arcangelo possiede al suo interno dei dipinti.
Degne di menzione la chiesa medioevale della N.S. del Carmelo, quella cinquecentesca della Santa Croce, quella campestre di San Michele, riedificata di recente. Sono inoltre attestate la chiesa di San Basilio, situata dove attualmente è situata il municipio e forse la chiesa di San Giorgio, presso il nuraghe Muristene.

### Siti archeologici
Nel territorio di Sagama sono attestati i nuraghi Funtanedda, Muristene, Mura de Ganes, Molineddu, Pascialzos e Nuratolu disposti a corona intorno alla vallata della Badd'e Sagama.
Sono attestate tombe dei giganti nelle località Sa Costa-Triganinu, Fakkiganu, Triganinu.
È attestata un Allée couverte in località Badde Sagama, al confine con Tinnura, mentre Mario A. Sanna, nella sua tesi ha pubblicato la foto di un menhir (inedito) nella località Mura Pianu (segnalato dal sig. Salvatore Carta, dipendente comunale), denominato "Sa Pedra Marmurada".
Secondo alcune testimonianze orali, nel territorio sagamese erano presenti anche delle domus de janas, nella zona di Giuntolzu-Su Troulone, ma sarebbero state spazzate via durante i lavori per la circonvallazione.
Resti di mura di fortificazione punica, romana e medioevale sono visibili nella parti sud e nord del paese.

## Società

### Evoluzione demografica
Abitanti censiti

### Lingue e dialetti
La variante del sardo parlata a Sagama è quella logudorese centrale o comune.